# Le Mesnil-Conteville
Pour les articles homonymes, voir Mesnil et Conteville.
Ne doit pas être confondu avec la commune voisine de Conteville (Oise).
Le Mesnil-Conteville est une commune française située dans le département de l'Oise en région Hauts-de-France.

## Géographie

### Description

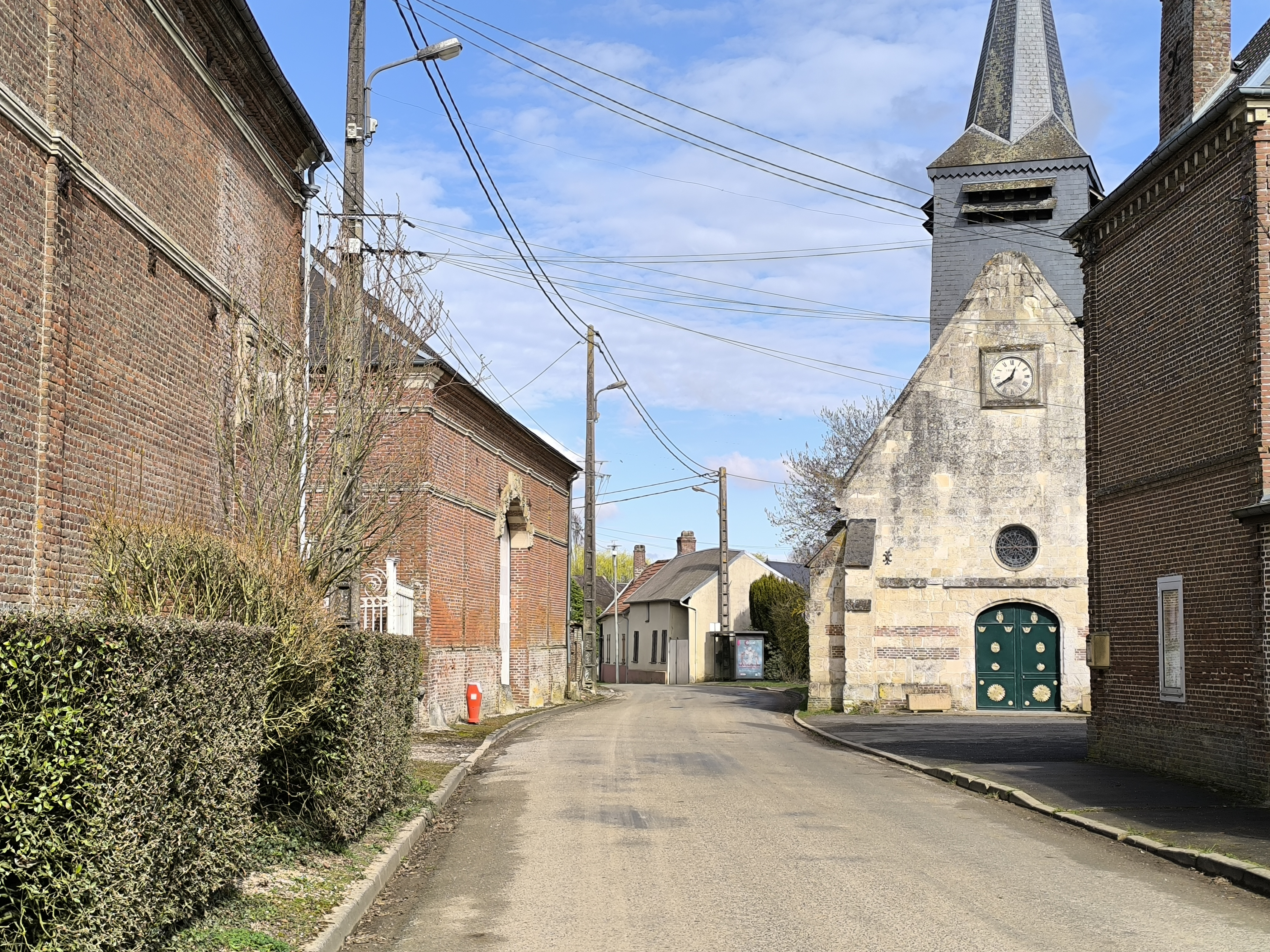
Le village.

Le Mesnil-Conteville est un village rural de la Picardie verte, situé à vol d'oiseau à 9 km à l'est de Grandvilliers, 30 km au sud-ouest d'Amiens, 7 km au nord de Crèvecœur-le-Grand et 26 km de Beauvais.
Il se trouve dans l'aire d'attraction de Beauvais et dans sa zone d'emploi, ainsi que dans le bassin de vie de Grandvilliers.

### Communes limitrophes
Les communes limitrophes sont  Beaudéduit, Catheux, Choqueuse-les-Bénards, Conteville, Lavacquerie, Le Hamel et Sommereux.
|           | Beaudéduit        | Lavacquerie           |
| Sommereux | Mesnil-Conteville | Catheux               |
| Le Hamel  | Conteville        | Choqueuse-les-Bénards |

### Géologie et relief
La superficie de la commune est de 3,49 km2 ; son altitude varie de 115  à   179 mètres.
Louis Graves indiquait en 1840, que le territoire communal « de médiocre étendue, a sa principale dimension de l’est à l’ouest. Le ravin de Mertru marque la limite méridionale. 
Le chef-lieu, à-peu-près central, forme une seule rue assez large  »..

### Hydrographie

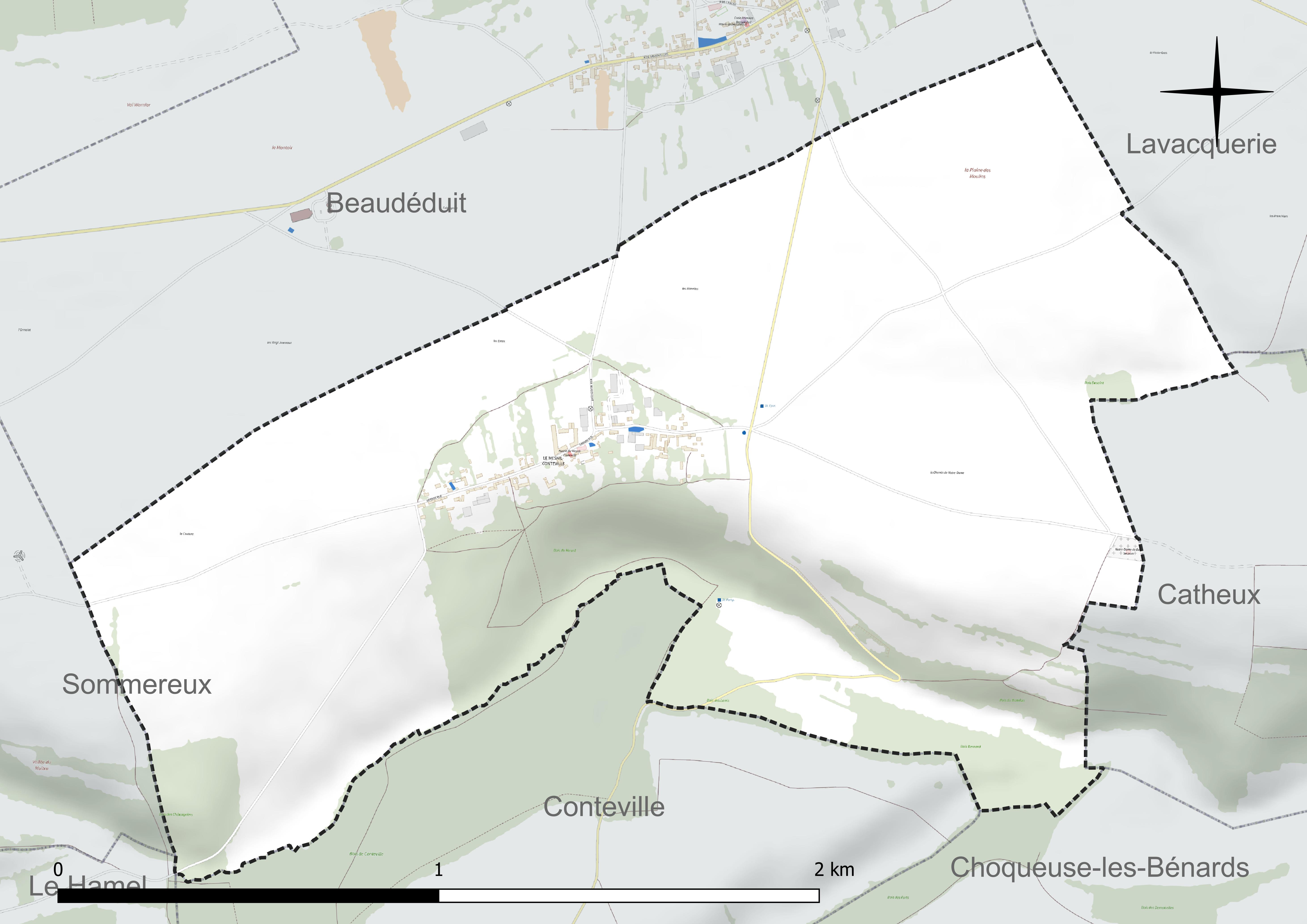
Réseau hydrographique du Mesnil-Conteville.

La commune est située dans le bassin Artois-Picardie.
Elle n'est drainée par aucun cours d'eau.
Toutefois, occasionnellement, une rivière souterraine, la Multru,  apparaît à la surface, ce qui serait, selon la légende, annonciateur de guerre ou de catastrophe,.

### Climat
Pour des articles plus généraux, voir Climat des Hauts-de-France et Climat de l'Oise.
En 2010, le climat de la commune est de type climat océanique dégradé des plaines du Centre et du Nord, selon une étude du CNRS s'appuyant sur une série de données couvrant la période 1971-2000. En 2020, Météo-France publie une typologie des climats de la France métropolitaine dans laquelle la commune est exposée à un climat océanique et est dans la région climatique Nord-est du bassin Parisien, caractérisée par un ensoleillement médiocre, une pluviométrie moyenne régulièrement répartie au cours de l'année et un hiver froid (3 °C).
Pour la période 1971-2000, la température annuelle moyenne est de 10,1 °C, avec une amplitude thermique annuelle de 14,3 °C. Le cumul annuel moyen de précipitations est de 790 mm, avec 12 jours de précipitations en janvier et 8,3 jours en juillet. Pour la période 1991-2020, la température moyenne annuelle observée sur la station météorologique la plus proche, située sur la commune de Saint-Arnoult à 18 km à vol d'oiseau, est de 10,4 °C et le cumul annuel moyen de précipitations est de 797,2 mm,. Pour l'avenir, les paramètres climatiques de la commune estimés pour 2050 selon différents scénarios d'émission de gaz à effet de serre sont consultables sur un site dédié publié par Météo-France en novembre 2022.

## Urbanisme

### Typologie
Au 1er janvier 2024, Le Mesnil-Conteville est catégorisée commune rurale à habitat dispersé, selon la nouvelle grille communale de densité à sept niveaux définie par l'Insee en 2022.
Elle est située hors unité urbaine. Par ailleurs la commune fait partie de l'aire d'attraction de Beauvais, dont elle est une commune de la couronne,. Cette aire, qui regroupe 162 communes, est catégorisée dans les aires de 50 000 à moins de 200 000 habitants,.

### Occupation des sols

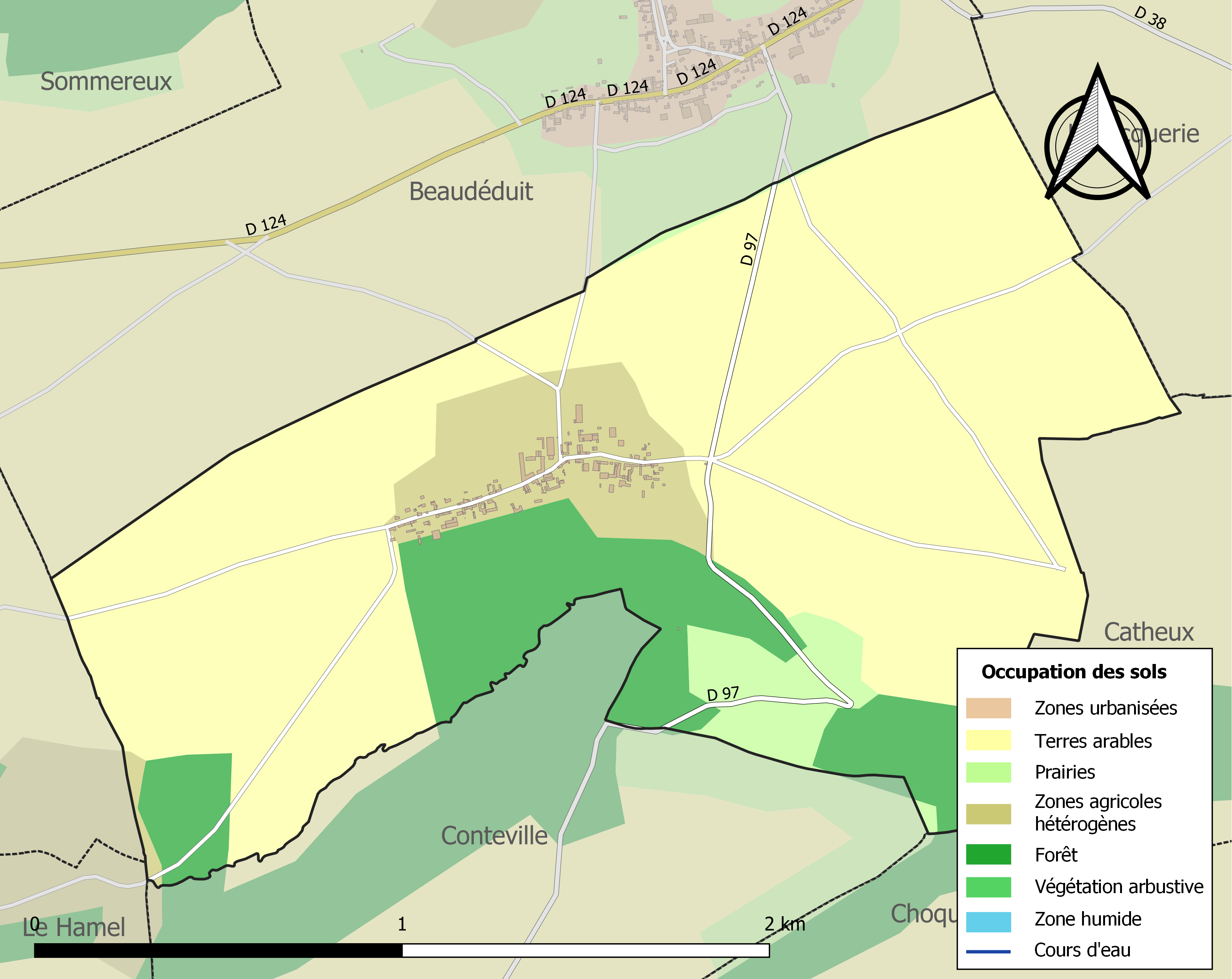
Carte des infrastructures et de l'occupation des sols de la commune en 2018 (CLC).

L'occupation des sols de la commune, telle qu'elle ressort de la base de données européenne d'occupation biophysique des sols Corine Land Cover (CLC), est marquée par l'importance des territoires agricoles (82,9 % en 2018), une proportion identique à celle de 1990 (82,9 %).
La répartition détaillée en 2018 est la suivante : terres arables (69,8 %), forêts (17,1 %), zones agricoles hétérogènes (8,5 %), prairies (4,6 %).
L'évolution de l'occupation des sols de la commune et de ses infrastructures peut être observée sur les différentes représentations cartographiques du territoire : la carte de Cassini (XVIIIe siècle), la carte d'état-major (1820-1866) et les cartes ou photos aériennes de l'IGN pour la période actuelle (1950 à aujourd'hui).

### Habitat et logement
En 2021, le nombre total de logements dans la commune était de 50, alors qu'il était de 55 en 2016 et de 50 en 2011.
Parmi ces logements, 73,8 % étaient des résidences principales, 7 % des résidences secondaires et 19,2 % des logements vacants. Ces logements étaient pour 97,8 % d'entre eux des maisons individuelles et pour 2,2 % des appartements.
Le tableau ci-dessous présente la typologie des logements au Le Mesnil-Conteville en 2021 en comparaison avec celle de l'Oise et de la France entière. Une caractéristique marquante du parc de logements est ainsi une proportion de résidences secondaires et logements occasionnels (7 %) supérieure à celle du département (2,4 %) mais inférieure à celle de la France entière (9,7 %).
| Typologie                                               | Le Mesnil-Conteville | Oise | France entière |
| ------------------------------------------------------- | -------------------- | ---- | -------------- |
| Résidences principales (en %)                           | 73,8                 | 90,5 | 82,2           |
| Résidences secondaires et logements occasionnels (en %) | 7                    | 2,4  | 9,7            |
| Logements vacants (en %)                                | 19,2                 | 7    | 8,1            |

### Voies de communication et transports
La commune est desservie, en 2023, par les lignes 614, 616, 625 et 6103 du réseau interurbain de l'Oise.

## Toponymie
Le nom de la localité est attesté sous les formes le Maisnil (vers 1160) ; Maisnils (1163) ; in territorio Maisniliorum (1179) ; Maisnilioe (1231) ; villa des Meinix (1231) ; les Maisnil lez Conteville (1469) ; le Mesnil lez Conteville (1549) ; le Mesnil (1667) ; le Mesnil-Conteville (1840).
Le mot Mesnil désignait jusqu'à l'Ancien Régime un domaine rural. À partir du gallo-roman MASIONILE, forme altérée du bas latin mansionile (diminutif du latin mansio « gîte-relais situé le long d'une voie romaine »), la langue d'oïl a produit maisnil.
Conteville est attesté sous les formes inter Contevillam et Salcosas (1119) ; in parrochia comitis ville (1146) ; Comitis villa (1157) ; Contevilla (1160) ; juxta Contevillam (1170) ; apud Contevillam (1169) ; Comtevilla (1180) ; Constanvillaris (1190) ; de Conta villa (XIIe) ; Conteville (1202) ; Nicolaus de conteville (1202) ; Constavilla (1223) ; Cunctivilla (1223) ; Conteilles (vers 1240) ; Conteville le Mesnil (vers 1470).

Ce toponyme provient de l'agglutination des mots latins comitis et villa qui signifie : « le village du comte ».

## Histoire

### Ancien  Régime
La seigneurie du Mesnil-Conteville relevait du marquisat de Crèvecœur-le-Grand. La paroisse du Mesnil-Conteville dépendait du chapitre cathédral d'Amiens.

### Époque contemporaine

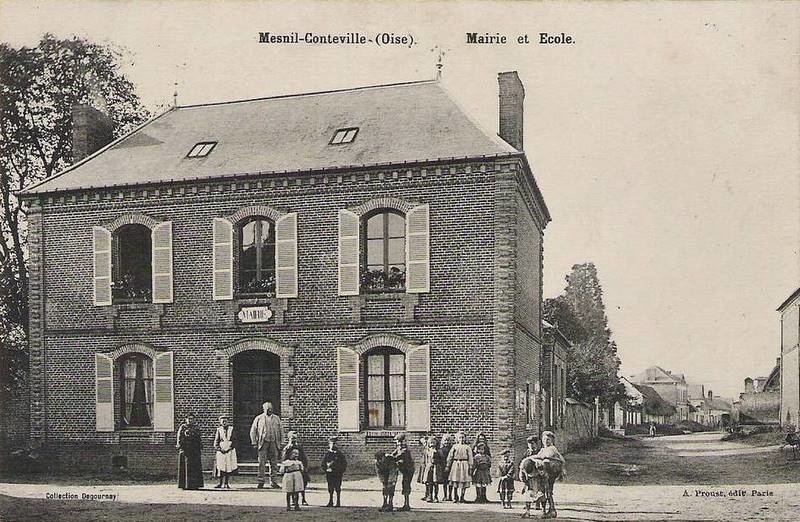
La mairie-école vers 1910.

En 1840, on trouve au Mesnil-Conteville une argilière, un jeu de tamis ainsi que deux moulins à vent. Les habitants vivent de la fabrication d'étoffes de laine et de bas.

## Politique et administration

### Rattachements administratifs et électoraux

#### Rattachements administratifs
La commune se trouve dans l'arrondissement de Beauvais du département de l'Oise.
Elle faisait partie depuis 18012 du canton de Grandvilliers. Dans le cadre du redécoupage cantonal de 2014 en France, cette circonscription administrative territoriale a disparu, et le canton n'est plus qu'une circonscription électorale.

#### Rattachements électoraux
Pour les élections départementales, la commune fait partie depuis 2014 d'un nouveau canton de Grandvilliers porté de 23 à 101 communes.
Pour l'élection des députés, elle fait partie de la deuxième circonscription de l'Oise.

### Intercommunalité
Le Mesnil-Conteville est membre de la communauté de communes de la Picardie verte, un établissement public de coopération intercommunale (EPCI) à fiscalité propre créé fin 1996 et auquel la commune a transféré un certain nombre de ses compétences, dans les conditions déterminées par le code général des collectivités territoriales.

### Liste des maires
| Période                                  | Période                       | Identité        | Étiquette | Qualité                                             |
| ---------------------------------------- | ----------------------------- | --------------- | --------- | --------------------------------------------------- |
| Les données manquantes sont à compléter. |                               |                 |           |                                                     |
|                                          |                               |                 |           |                                                     |
| mars 2001                                | En cours (au 31 octobre 2024) | Edmond Gaquerel |           | Agriculteur retraité Réélu pour le mandat 2020-2026 |

## Équipements et services publics

### Eau et déchets
L'adduction en eau potable est assurée par le syndicat des eaux de Grandvilliers, qui alimente vingt autres communes.

### Enseignement

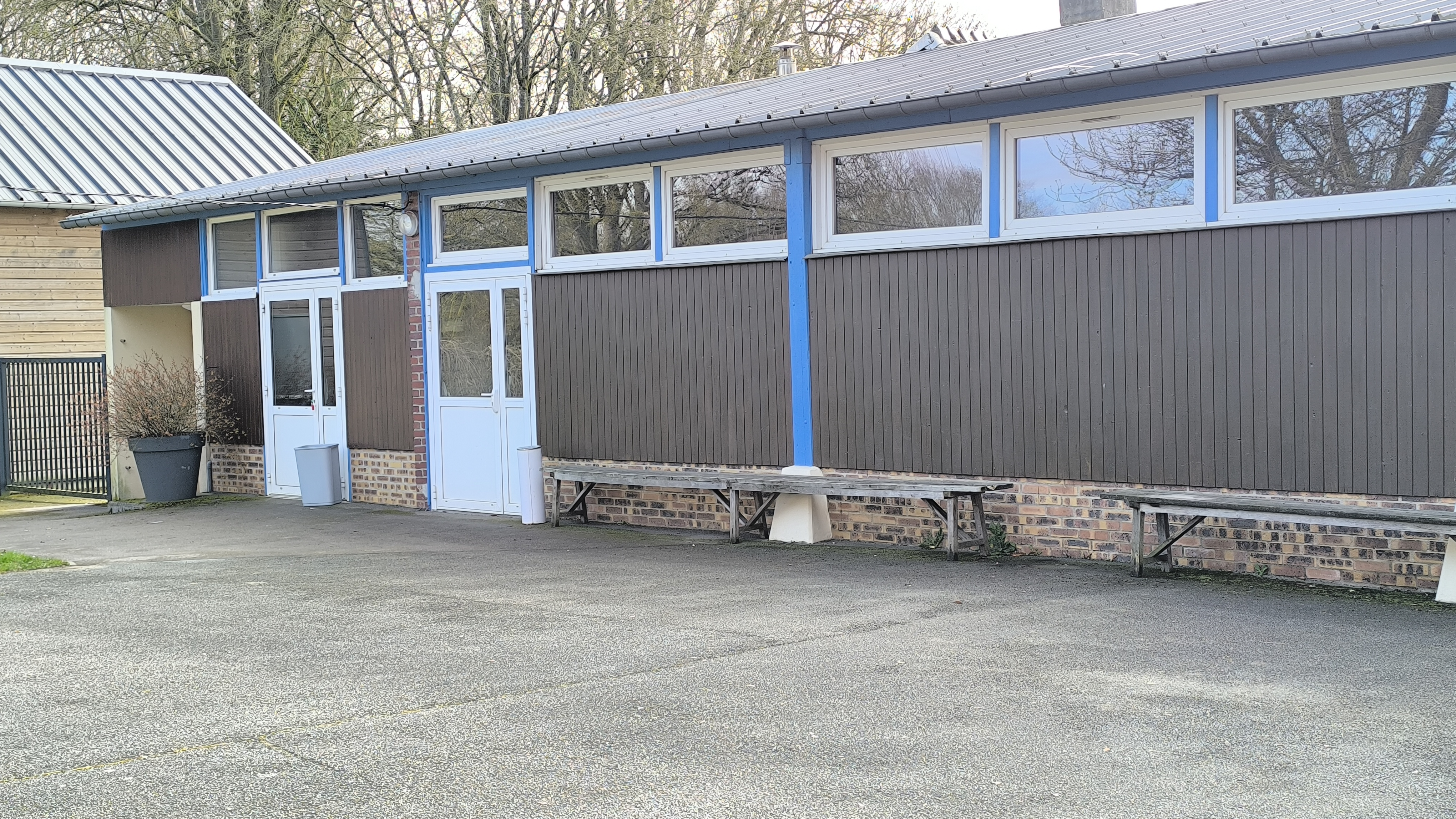
L'école.

Les enfants de la commune sont scolarisés avec ceux de Beaudéduit et de Lavacquerie, dans le cadre d'un regroupement pédagogique intercommunal.

## Population et société

### Démographie

#### Évolution démographique
L'évolution du nombre d'habitants est connue à travers les recensements de la population effectués dans la commune depuis 1793. Pour les communes de moins de 10 000 habitants, une enquête de recensement portant sur toute la population est réalisée tous les cinq ans, les populations de référence des années intermédiaires étant quant à elles estimées par interpolation ou extrapolation. Pour la commune, le premier recensement exhaustif entrant dans le cadre du nouveau dispositif a été réalisé en 2007.

En 2022, la commune comptait 69 habitants, en évolution de −23,33 % par rapport à 2016 (Oise : +0,87 %, France hors Mayotte : +2,11 %).
| 1793 | 1800 | 1806 | 1821 | 1831 | 1836 | 1841 | 1846 | 1851 |
| ---- | ---- | ---- | ---- | ---- | ---- | ---- | ---- | ---- |
| 520  | 306  | 340  | 345  | 308  | 318  | 302  | 275  | 277  |

| 1856 | 1861 | 1866 | 1872 | 1876 | 1881 | 1886 | 1891 | 1896 |
| ---- | ---- | ---- | ---- | ---- | ---- | ---- | ---- | ---- |
| 245  | 245  | 230  | 215  | 205  | 189  | 175  | 172  | 162  |

| 1901 | 1906 | 1911 | 1921 | 1926 | 1931 | 1936 | 1946 | 1954 |
| ---- | ---- | ---- | ---- | ---- | ---- | ---- | ---- | ---- |
| 138  | 145  | 134  | 111  | 95   | 94   | 104  | 116  | 130  |

| 1962 | 1968 | 1975 | 1982 | 1990 | 1999 | 2006 | 2007 | 2012 |
| ---- | ---- | ---- | ---- | ---- | ---- | ---- | ---- | ---- |
| 116  | 119  | 109  | 104  | 86   | 83   | 103  | 106  | 102  |

| 2017 | 2022 | - | - | - | - | - | - | - |
| ---- | ---- | - | - | - | - | - | - | - |
| 84   | 69   | - | - | - | - | - | - | - |

Avec 69 habitants, Le Mesnil-Conteville est la septième commune la moins peuplée de l'Oise en 2025.

#### Pyramide des âges
La population de la commune est relativement âgée.
En 2018, le taux de personnes d'un âge inférieur à 30 ans s'élève à 23,8 %, soit en dessous de la moyenne départementale (37,3 %). À l'inverse, le taux de personnes d'âge supérieur à 60 ans est de 32,1 % la même année, alors qu'il est de 22,8 % au niveau départemental.
En 2018, la commune comptait 37 hommes pour 43 femmes, soit un taux de 53,75 % de femmes, largement supérieur au taux départemental (51,11 %).
Les pyramides des âges de la commune et du département s'établissent comme suit.
| Hommes | Classe d’âge | Femmes |
| ------ | ------------ | ------ |
| 0,0    | 90 ou +      | 2,2    |
| 5,1    | 75-89 ans    | 13,3   |
| 25,6   | 60-74 ans    | 17,8   |
| 28,2   | 45-59 ans    | 20,0   |
| 15,4   | 30-44 ans    | 24,4   |
| 15,4   | 15-29 ans    | 11,1   |
| 10,3   | 0-14 ans     | 11,1   |

| Hommes | Classe d’âge | Femmes |
| ------ | ------------ | ------ |
| 0,5    | 90 ou +      | 1,4    |
| 5,5    | 75-89 ans    | 7,6    |
| 15,6   | 60-74 ans    | 16,3   |
| 20,8   | 45-59 ans    | 20     |
| 19,4   | 30-44 ans    | 19,4   |
| 17,6   | 15-29 ans    | 16,2   |
| 20,6   | 0-14 ans     | 19,1   |

## Culture locale et patrimoine

### Lieux et monuments
- Église Saint-Éloi de la fin du XVIe siècle, constituée  d'une longue nef unique construite en blocs de pierre appareillés et terminée par un chevet à trois pans. La façade et une partie des murs en retour ;sont plus récentes et constituées de briques et pierres, sont plus récentes. Au nord, un contrefort porte la date de 1745. Le mobilier et le décor peint datent du XIXe siècle[29].

L'église Saint-Éloi
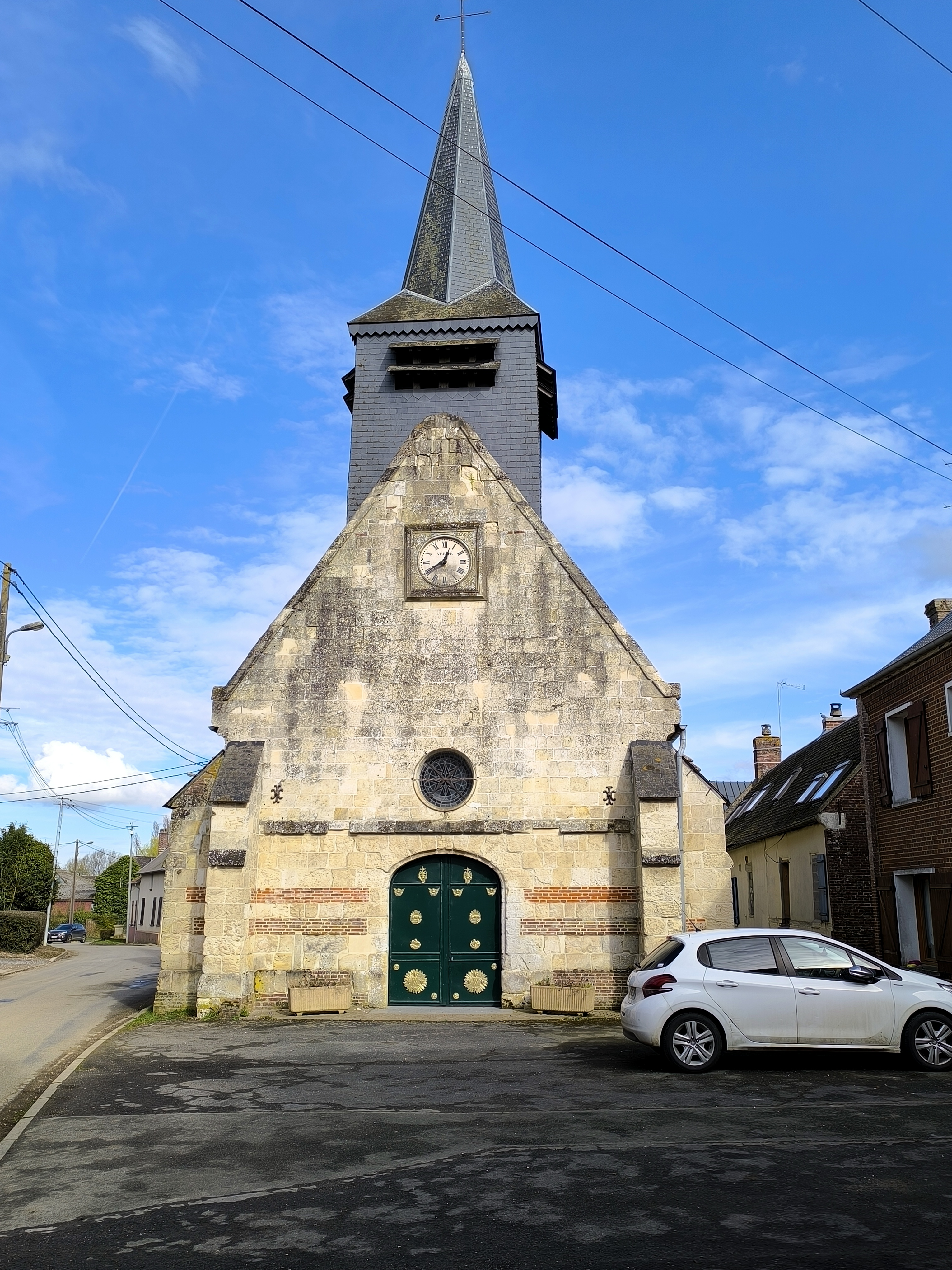
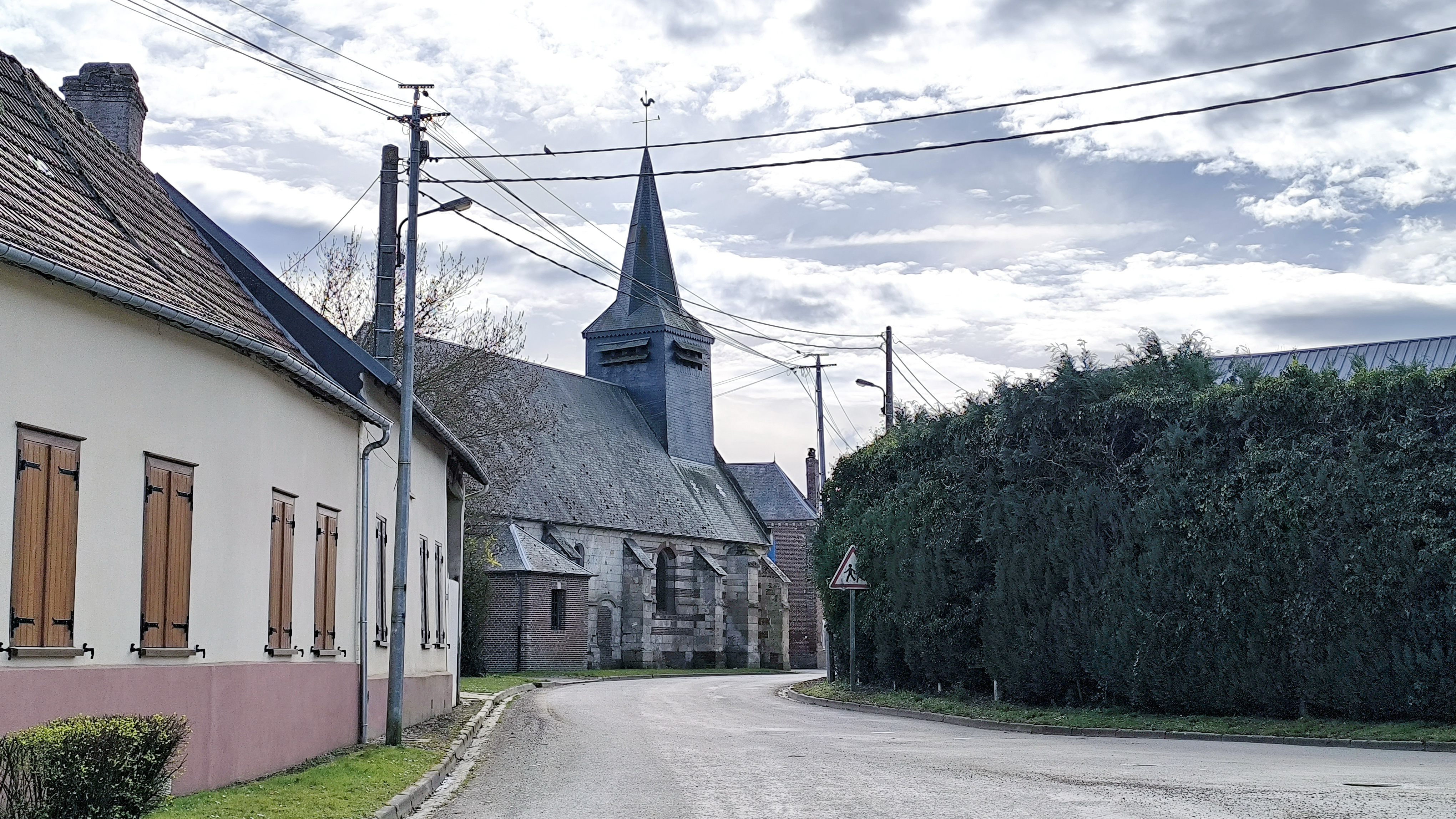

- Une belle ferme dont les bâtiments sont ornés de bas-reliefs de calcaire blanc aux embrasures des portes des granges sur rue et de la maison de maître dans la cour (en face de l'église).

Grande ferme, face à l'église
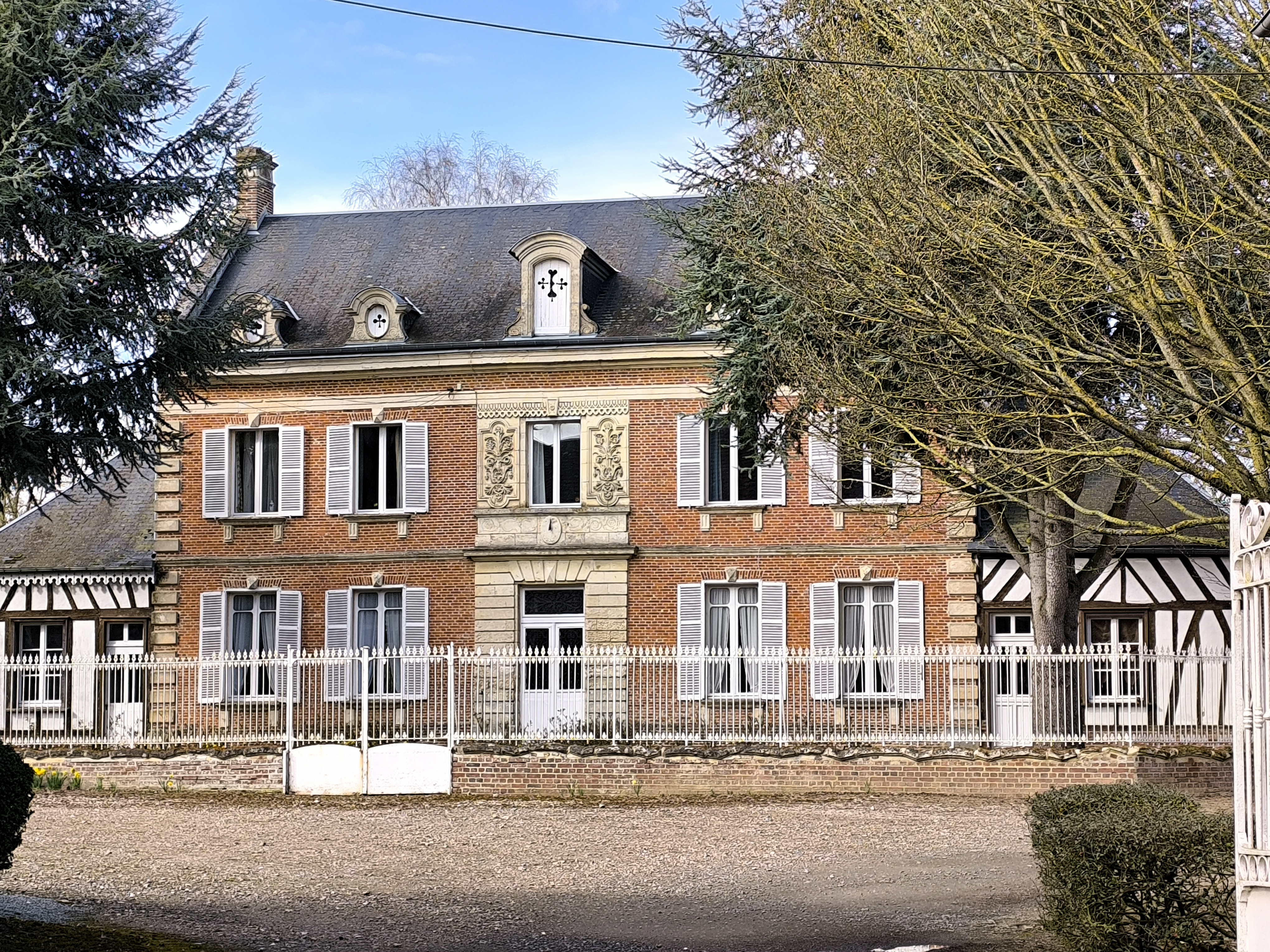
Le bâtiment d'habitation, en retrait de la rue.
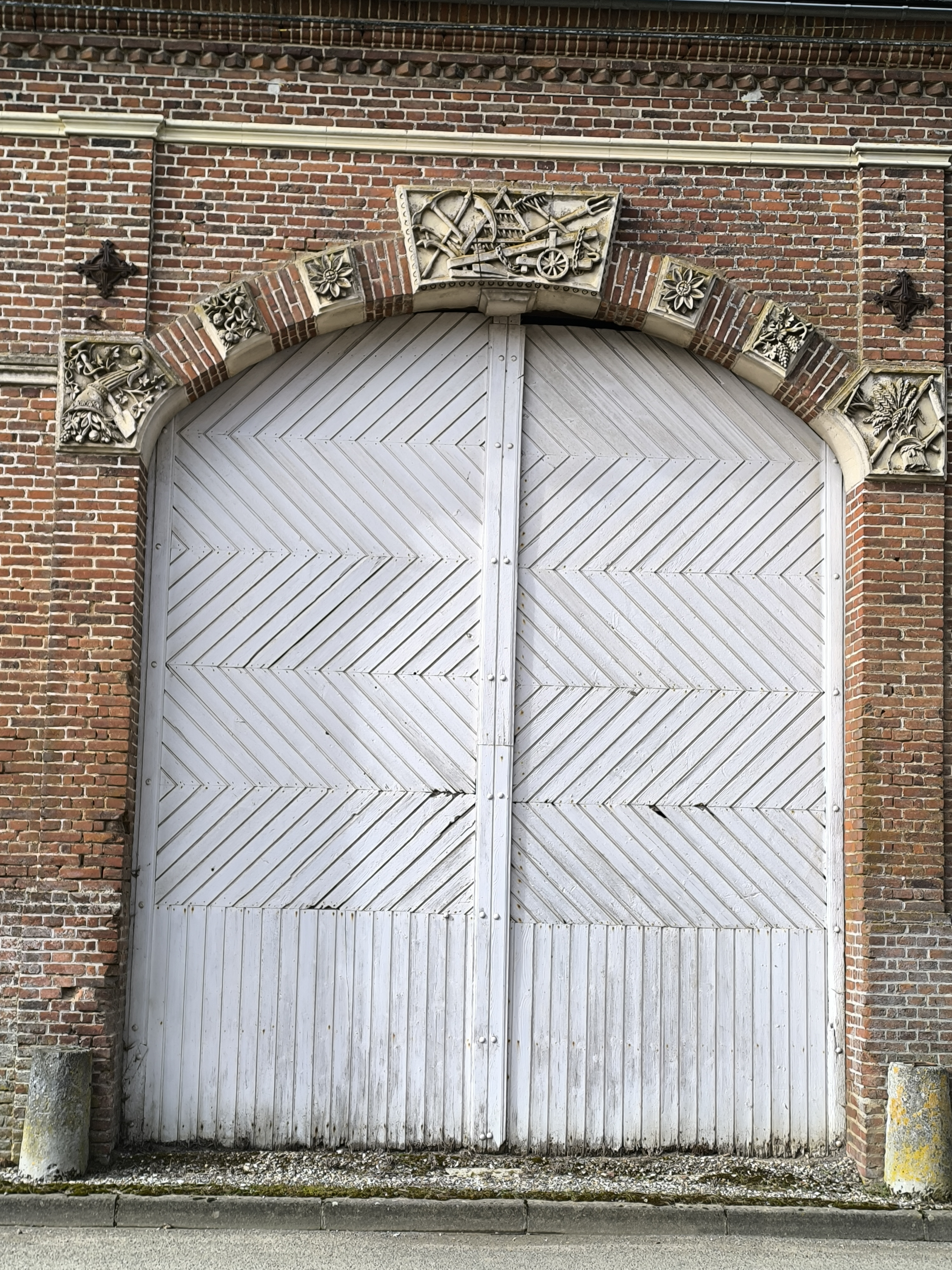
Porte de grange ornée...
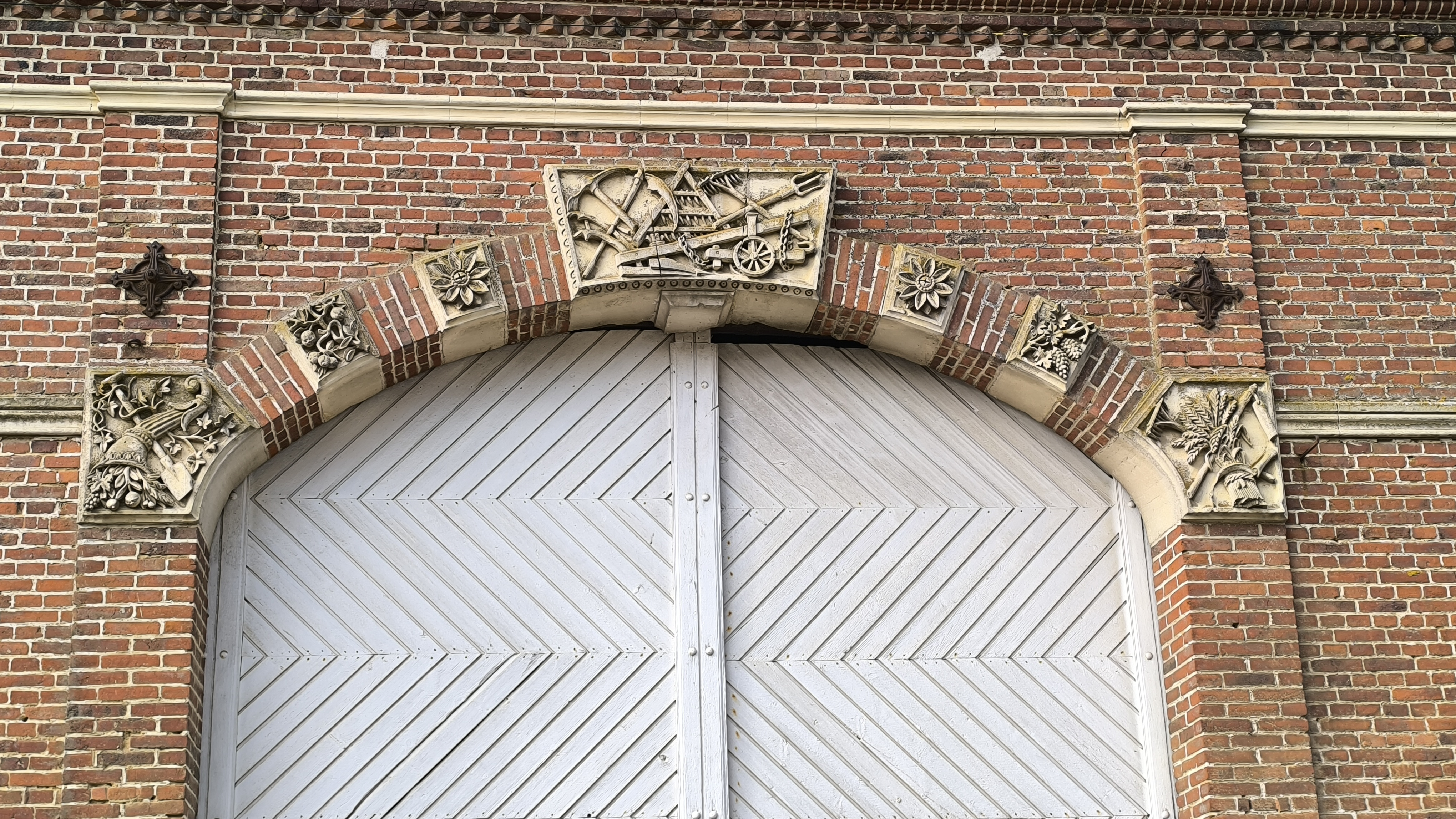
... détail ...
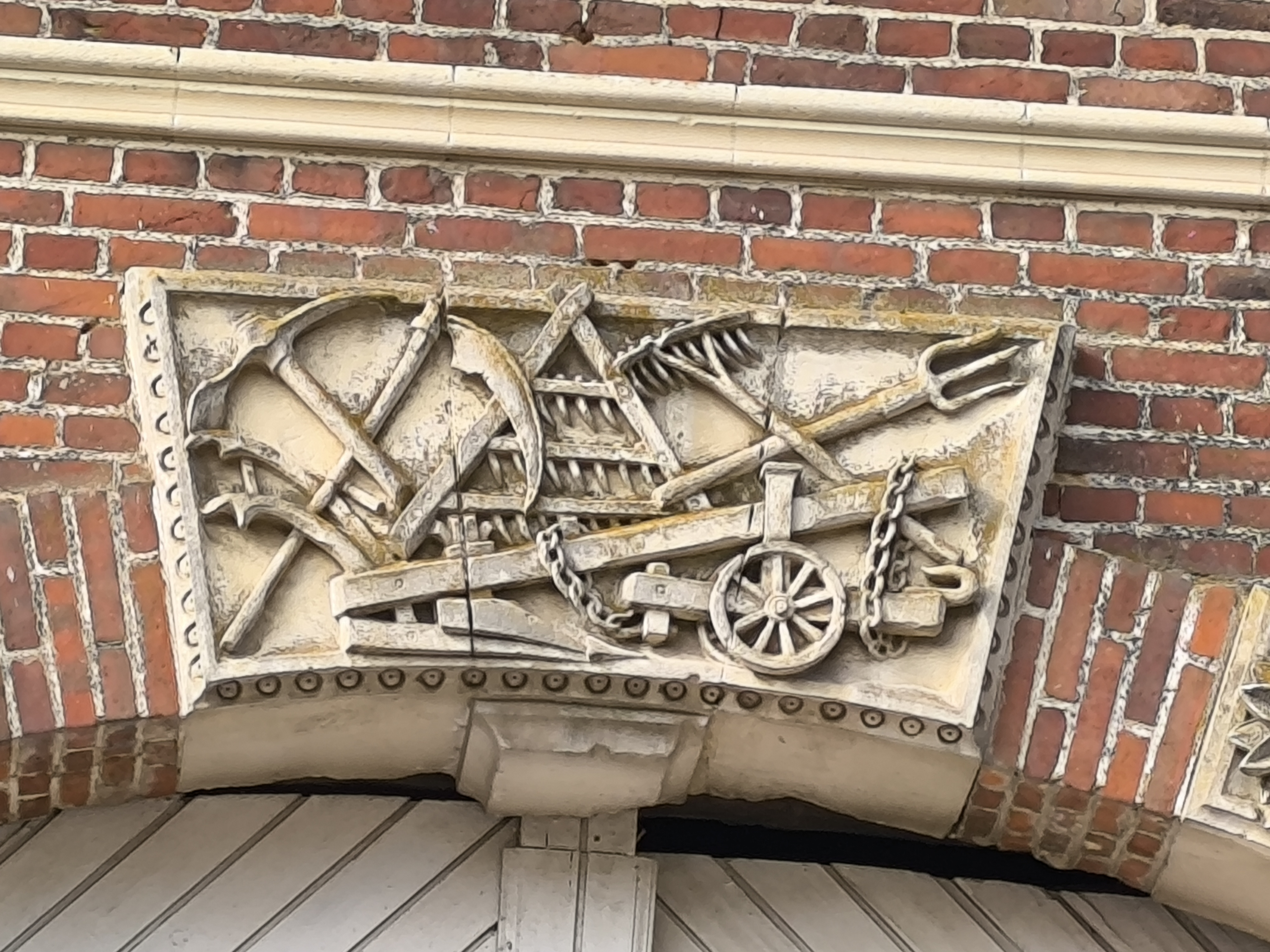
... et son fronton
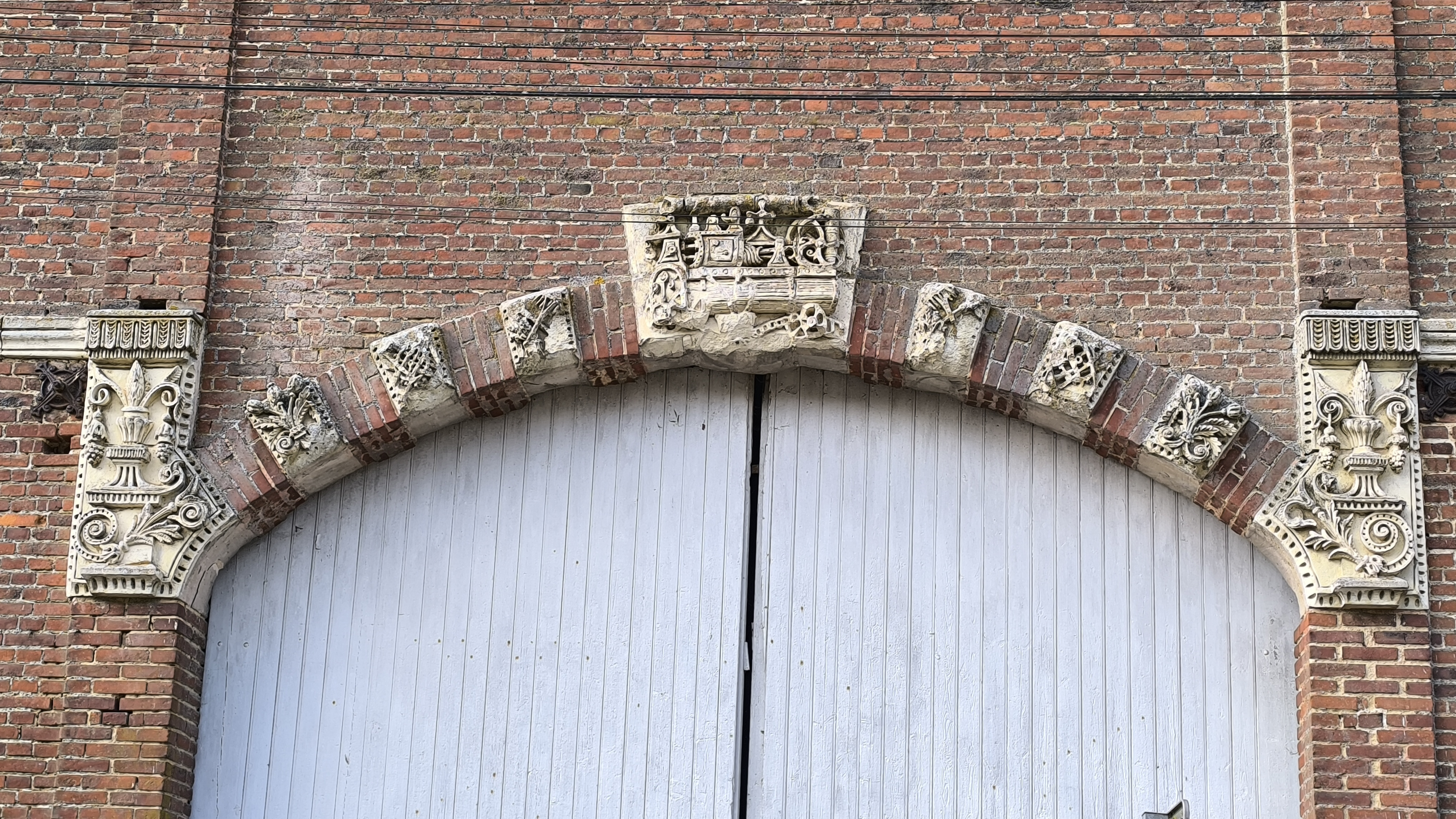
Seconde porte de grange ornée...
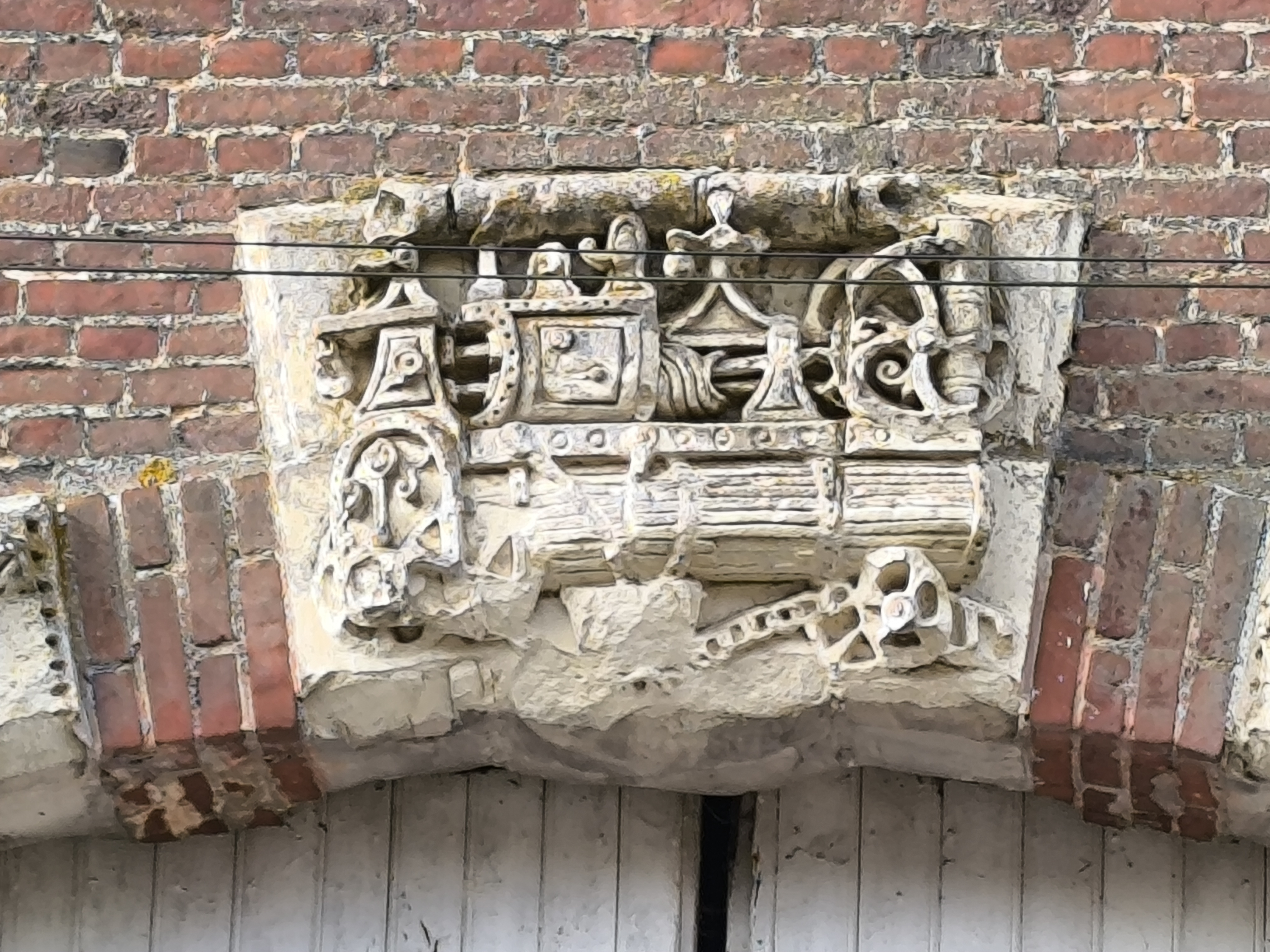
... et son fronton.

- Une petite chapelle, près de l'entrée du village, portant l'inscription « Hommage à la Saint Vierge en reconnaissance de la libération de nos prisonniers – Érigé en 1945 par Madeleine Helluin ». 
La statue de la Vierge qui l'ornait a été dérobée en 2022[30].

### Personnalités liées à la commune

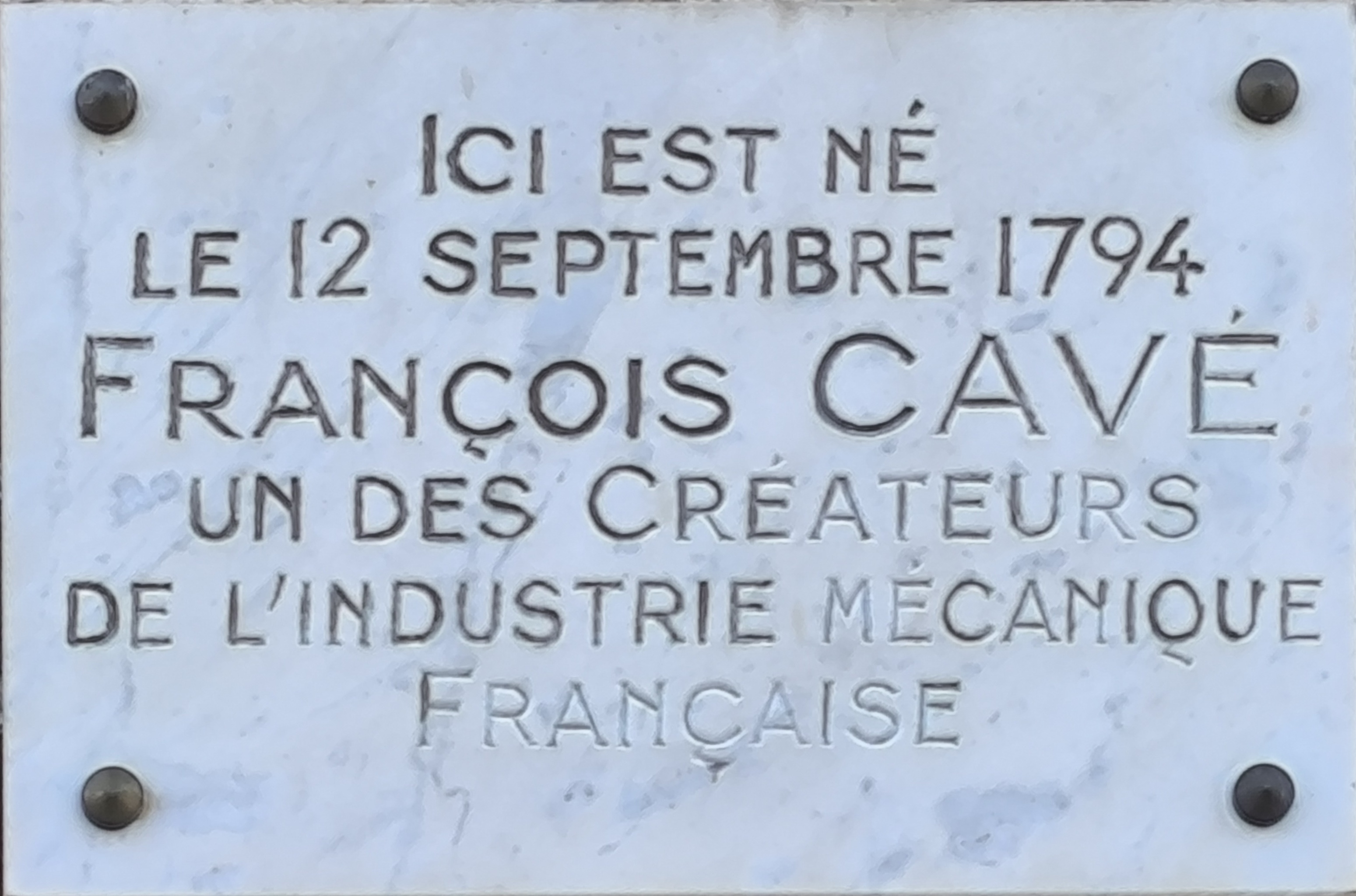
Paque commémorative à François Cavé, sur la mairie.

- François Cavé (1794-1875), industriel français, inventeur de machines à vapeur, y est né.

## Pour approfondir